# Chrysopa oculata
Chrysopa oculata là một loài côn trùng trong họ Chrysopidae thuộc bộ Neuroptera. Loài này được Say miêu tả năm 1839.

## Hình ảnh

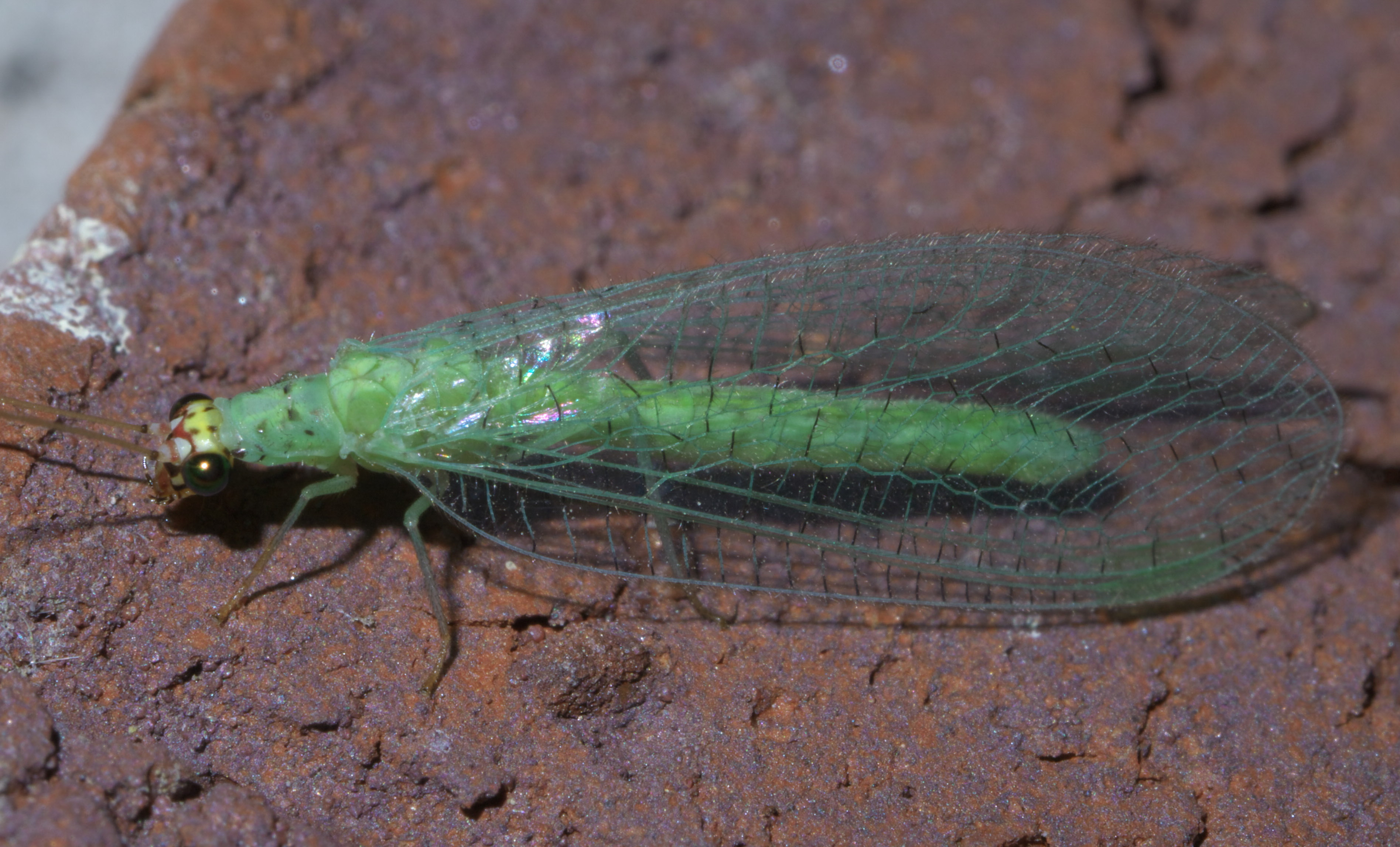